# Studio Wacker
Le Studio Wacker est une école de danse parisienne créée en 1923 par la danseuse et pédagogue russe Olga Preobrajenskaïa.

## Présentation
À sa création en 1923 et jusqu’à sa démolition en 1974, le Studio Wacker est situé au 67-69, rue de Douai, dans le IXe arrondissement de Paris.
Considéré comme étant le centre non officiel du réseau de la communauté internationale de la danse classique et néoclassique, il compte parmi ses professeurs les pédagogues de renom ayant quitté la Russie à la suite de la révolution de 1917, tels que sa créatrice Olga Preobrajenska, Madame Rousanne (Rousanne Sarkissian), Nora Kiss, Boris Kniaseff, Victor Gsovsky et Lioubov Iegorova,,.
Ces derniers conseillent et forment les personnalités et les futurs grands représentants du monde de la danse et du spectacle, tels que Roland Petit, Maurice Béjart, Ludmilla Tcherina, Leslie Caron, Jacques Chazot, Yvette Chauviré, Violette Verdy, Jean Babilée, Pierre Lacotte, Janet Sassoon, Alain Marty, Dirk Sanders, Brigitte Bardot, Janine Charrat, Arthur Plasschaert.
Une chronique de Pathé est consacrée en 1959 au Studio Wacker, montrant le travail d’Olga Preobrajenska avec ses élèves.
Le 19 janvier 2018, une soirée présentée par le chorégraphe et metteur en scène Daniel Marty est consacrée à l’histoire du Studio Wacker à la Mairie du IXe arrondissement de Paris.